# Tûranor PlanetSolar
Tûranor PlanetSolar, hay còn gọi dưới tên của dự án là PlanetSolar, là một du thuyền chạy hoàn toàn bằng năng lượng Mặt Trời được hạ thủy vào ngày 31 tháng 3 năm 2010. Nó được đóng bởi xưởng Knierim Yachtbau ở Kiel, Đức, và được thiết kế bởi LOMOcean Design, với tên gọi cũ của công ty là Craig Loomes Design Group Ltd.. Đây là chiếc thuyền lớn nhất chạy bằng năng lượng Mặt Trời trên thế giới.
Tương tự như Earthrace, một chiếc thuyền khác cũng được thiết kế bởi LOMOcean Design, Tûranor PlanetSolar được lên kế hoạch lập kỉ lục đi vòng quanh thế giới để thúc đẩy việc sử dụng năng lượng bền vững. Thay vì sử dụng diesel sinh học như tàu Earthrace, Tûranor PlanetSolar sẽ chạy hoàn toàn bằng năng lượng Mặt Trời. Nếu hoàn thành chuyến đi, Tûranor PlanetSolar sẽ trở thành du thuyền đầu tiên đi vòng quanh thế giới mà chỉ sử dụng năng lượng Mặt Trời. Để hoàn thành thử thách này, chiếc thuyền được bao phủ trên 500 mét vuông tấm năng lượng Mặt Trời được nối với hai motor điện ở mỗi bên thân tàu (hull). Mặc dù thân tàu có thể chứa tới 200 người, nhưng thiết kế hình dáng của nó cho phép con tàu đạt tới tốc độ 14 knot. Thân tàu đã được thử nghiệm mô hình trong buồng gió (wind tunnel) và bể nước (tank tested) nhằm xác định đặc tính thủy động lực học và khí động lực học của thân tàu. Chiếc thuyền dài 31 mét này được thiết kế với mục đích làm du thuyền sang trọng (luxury yacht) sau khi nó thực hiện xong chuyến đi vòng quanh Trái Đất.
Ngày 27 tháng 9 năm 2010, Tûranor PlanetSolar khởi hành từ Monaco bắt đầu chuyến hành trình vòng quanh Trái Đất. Bằng chuyến đi này, những người sáng lập dự án muốn thu hút sự chú ý của cộng đồng về sự quan trọng của năng lượng tái sinh trong vấn đề bảo vệ môi trường. Thủy thủ đoàn gồm 6 người sẽ vượt đại dương chỉ nhờ năng lượng Mặt Trời. Thuyền trưởng là thủy thủ Frenchman Patrick Marchesseau. Các thành viên khác gồm Christian Ochsenbein (đến từ Bern, Thụy Sĩ) và Daniel Stahl (Kiel, Đức); hoa tiêu Michaela von Koskull (Phần Lan) và Jens Langwasser (Kiel, Đức); cũng như người sáng lập dự án Raphael Domjan (Yverdon-les Bain, Thụy Sĩ). Hải trình của Tûranor PlanetSolar đầu tiên nó sẽ băng qua Đại Tây Dương. Hiện tại một số địa điểm dừng tàu (tùy thuộc vào thời tiết thuận lợi và điều kiện hải lý) dự định là một số thành phố lớn. Bao gồm Miami, Cancun, San Francisco, Sydney, Singapore, Abu Dhabi và Monaco. Ở những địa điểm này, dự án PlanetSolar sẽ gửi thông điệp đến đại chúng về tầm quan trọng của tính bền vững và năng lượng tái sinh.
Chiếc thuyền được đăng ký ở Thụy Sĩ và được tài trợ bởi một doanh nhân người Đức; chi phí đóng con tàu vào khoảng 12,5 triệu€. Tên gọi Tûranor được lấy từ tiểu thuyết của nhà văn J.R.R. Tolkien The Lord of the Rings (Chúa tể của những chiếc nhẫn), dịch là Sức mạnh của Mặt Trời ("The Power of the Sun").
Một số hình ảnh:

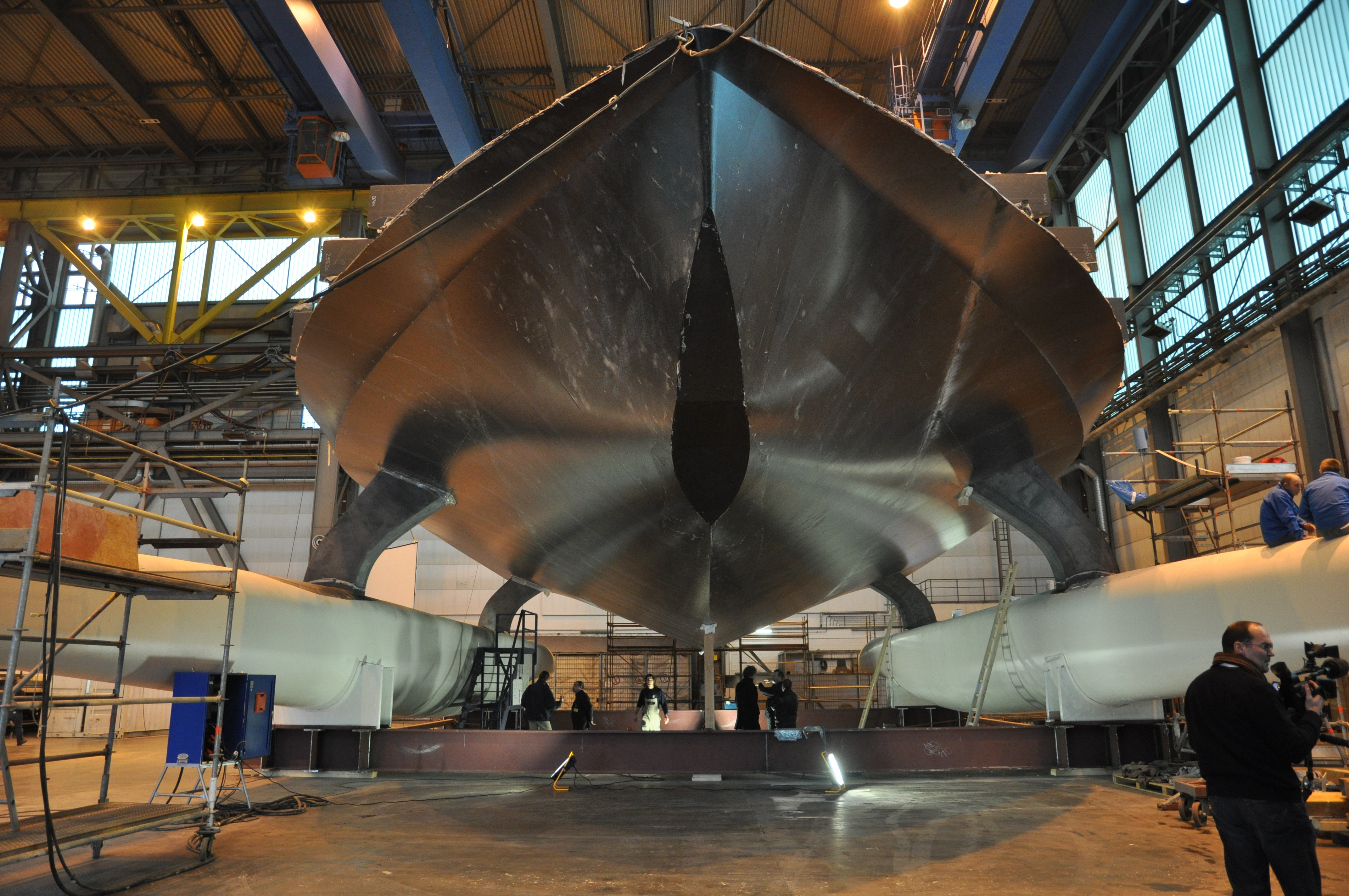
PlanetSolar trong quá trình xây dựng
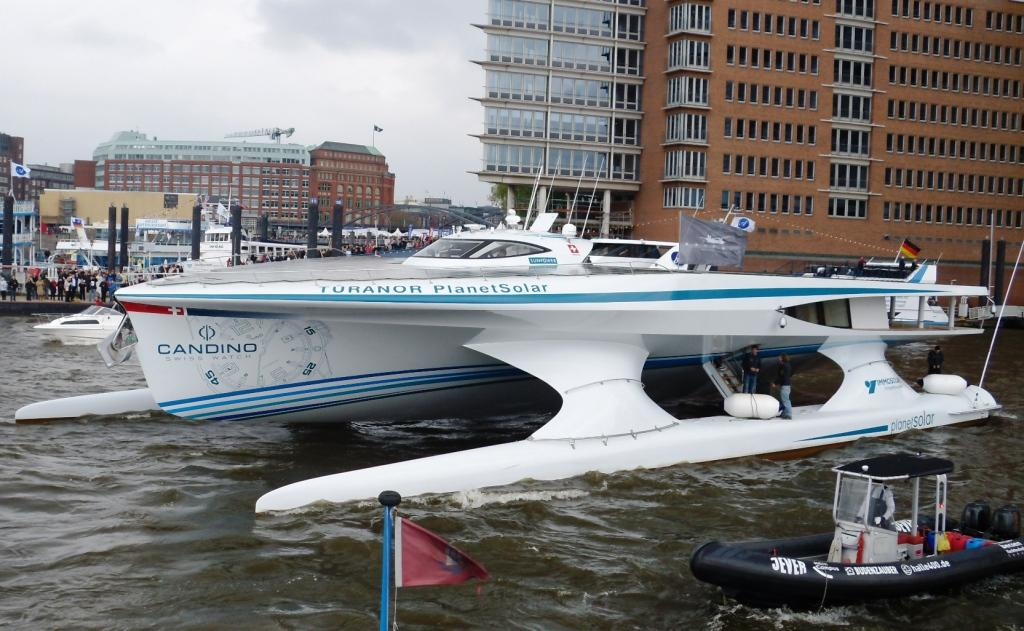
Planet Solar ở festival lần thứ 821 của cảng Hamburg
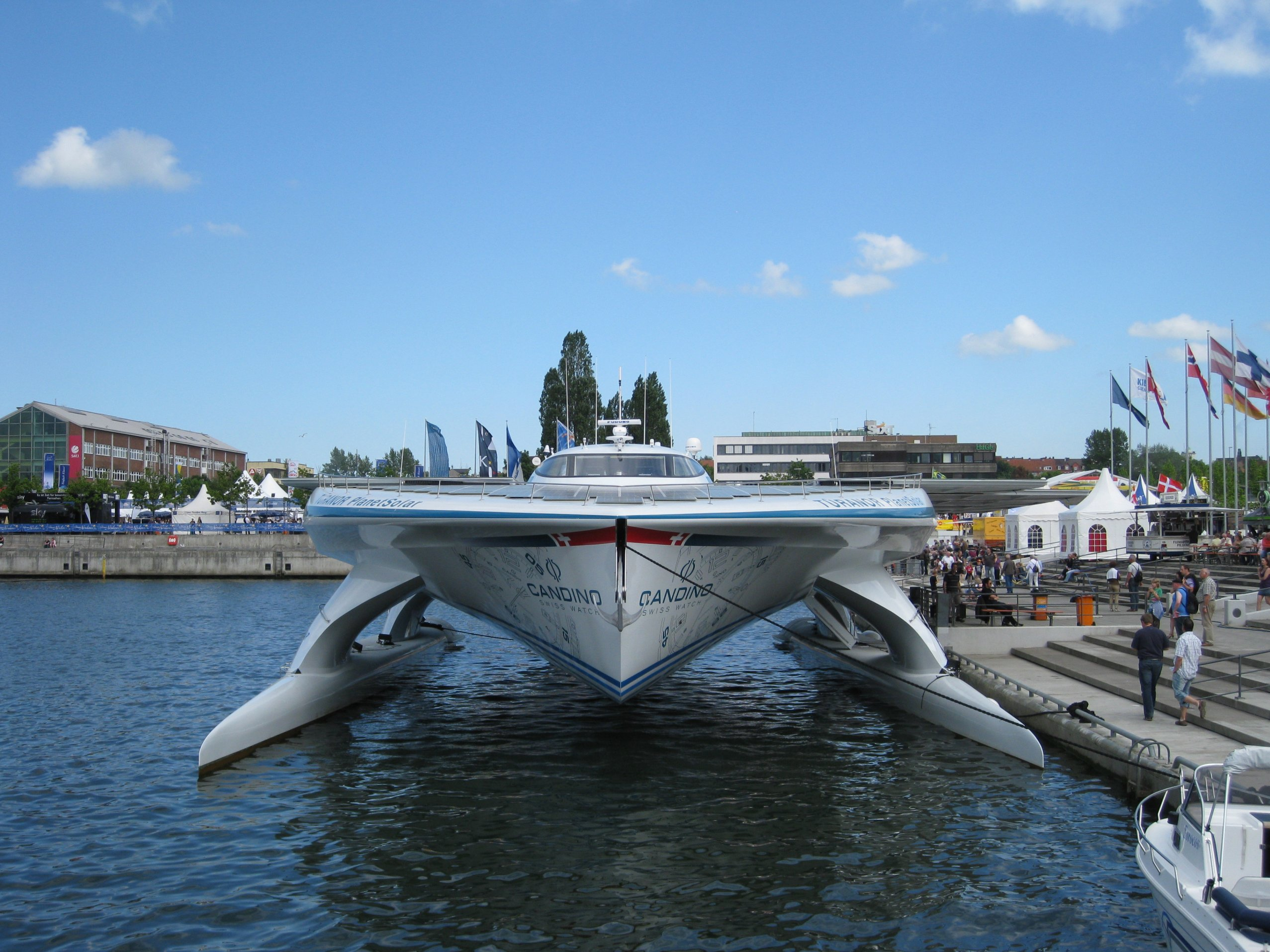
Nhìn từ phía trước
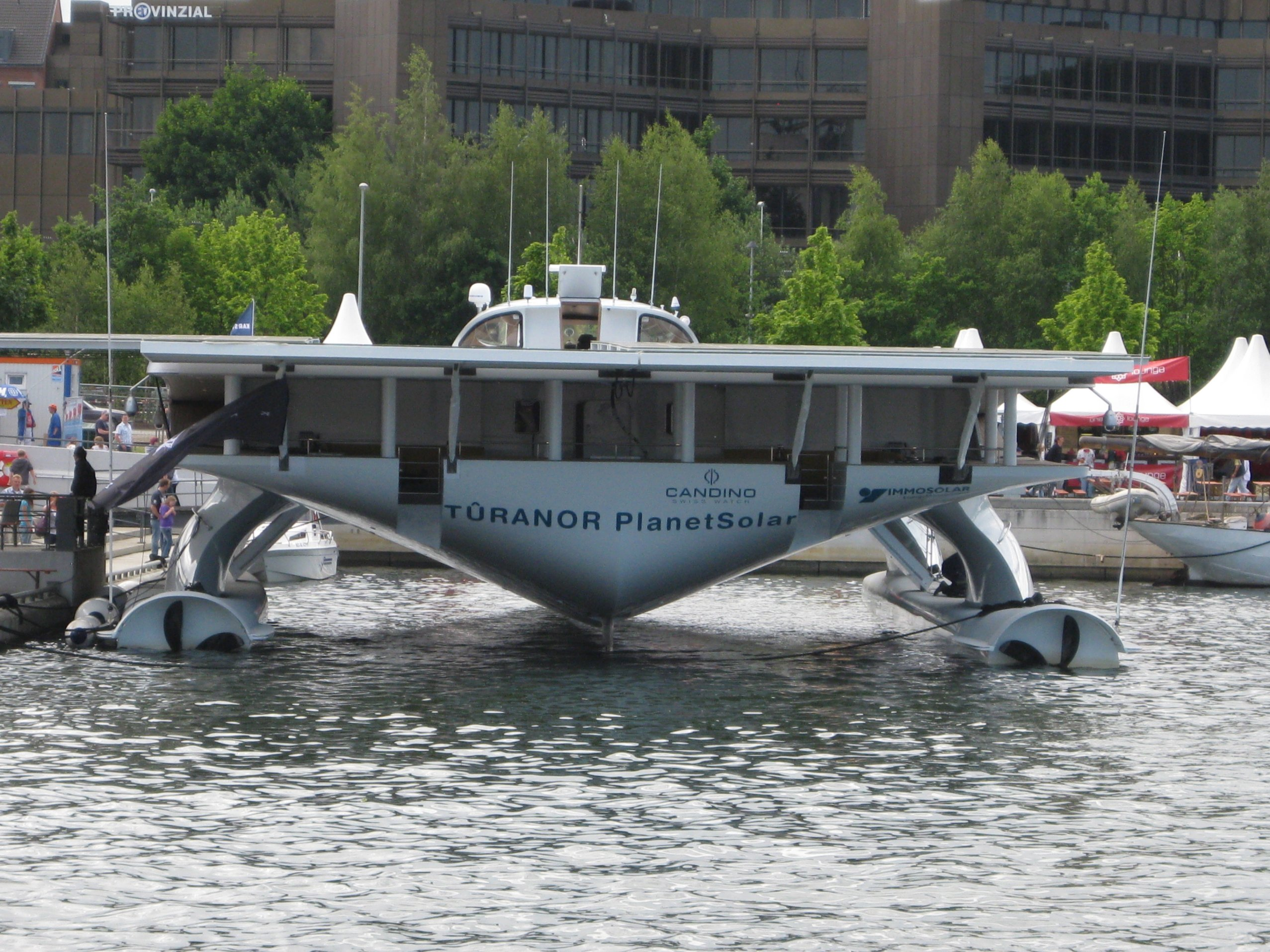
Nhìn từ phía sau
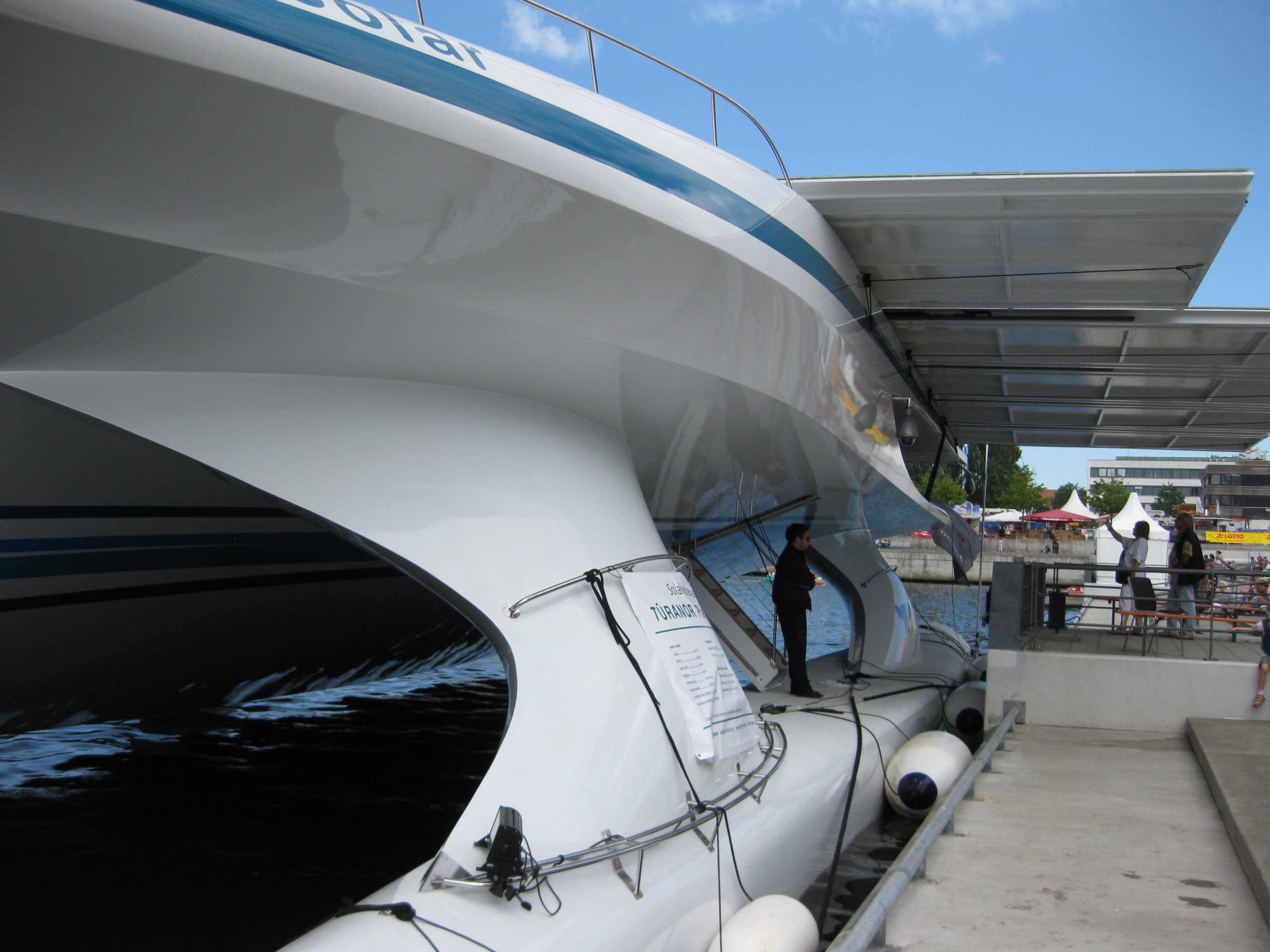
Các tấm pin Mặt Trời mở rộng
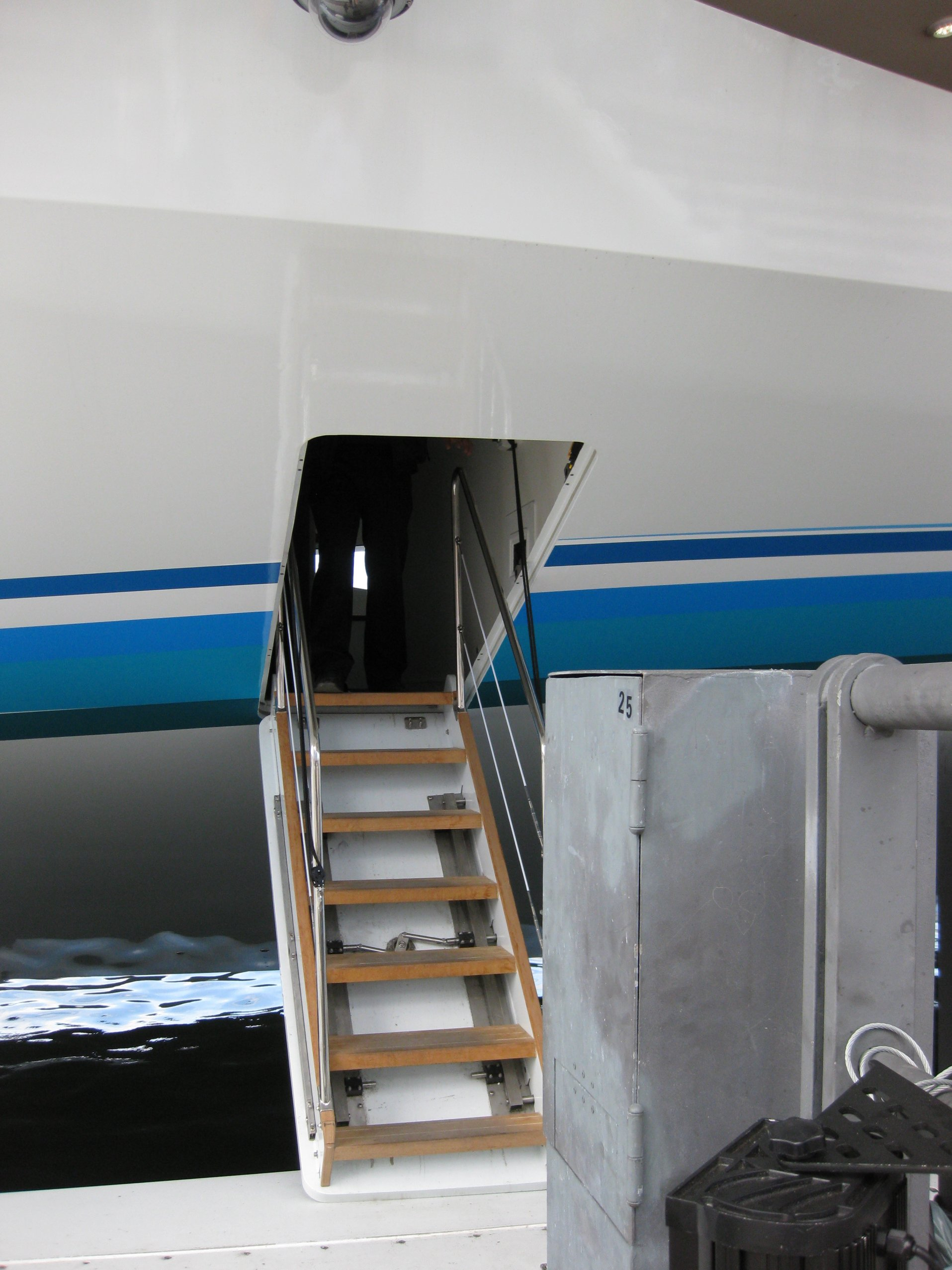
Thang lên xuống
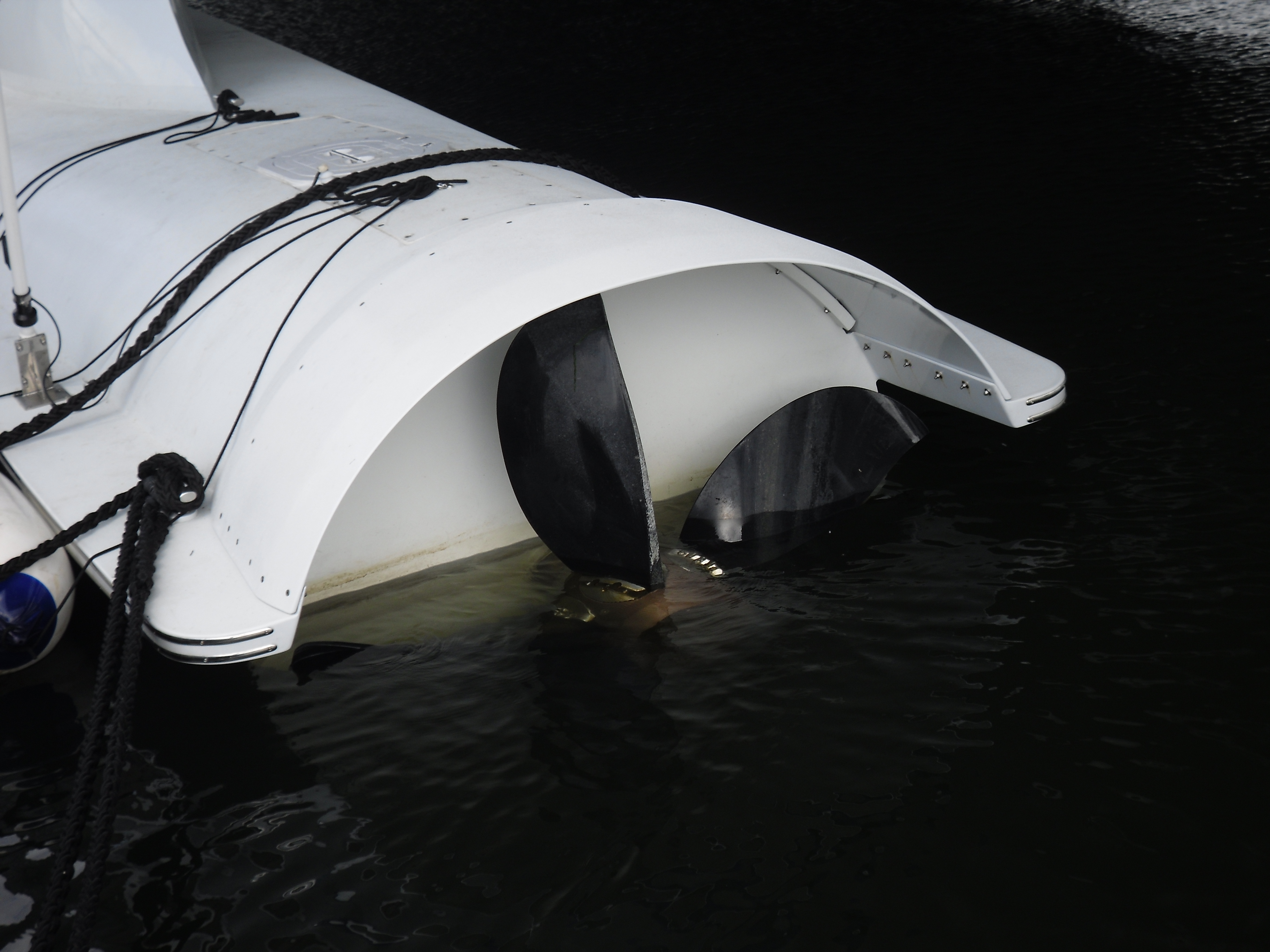
Chân vịt
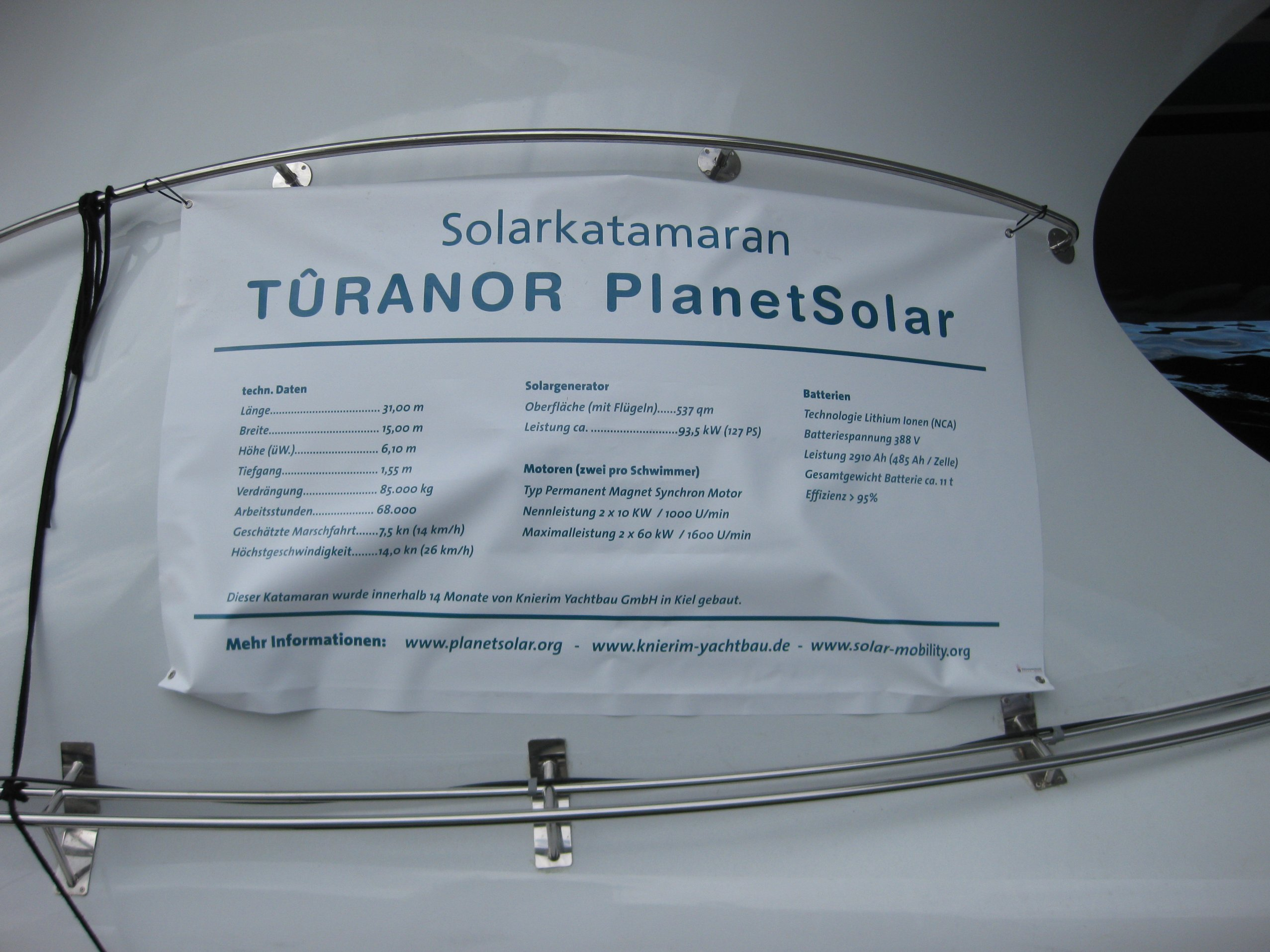
Bảng thông số kĩ thuật chính